# Microsoft PixelSense

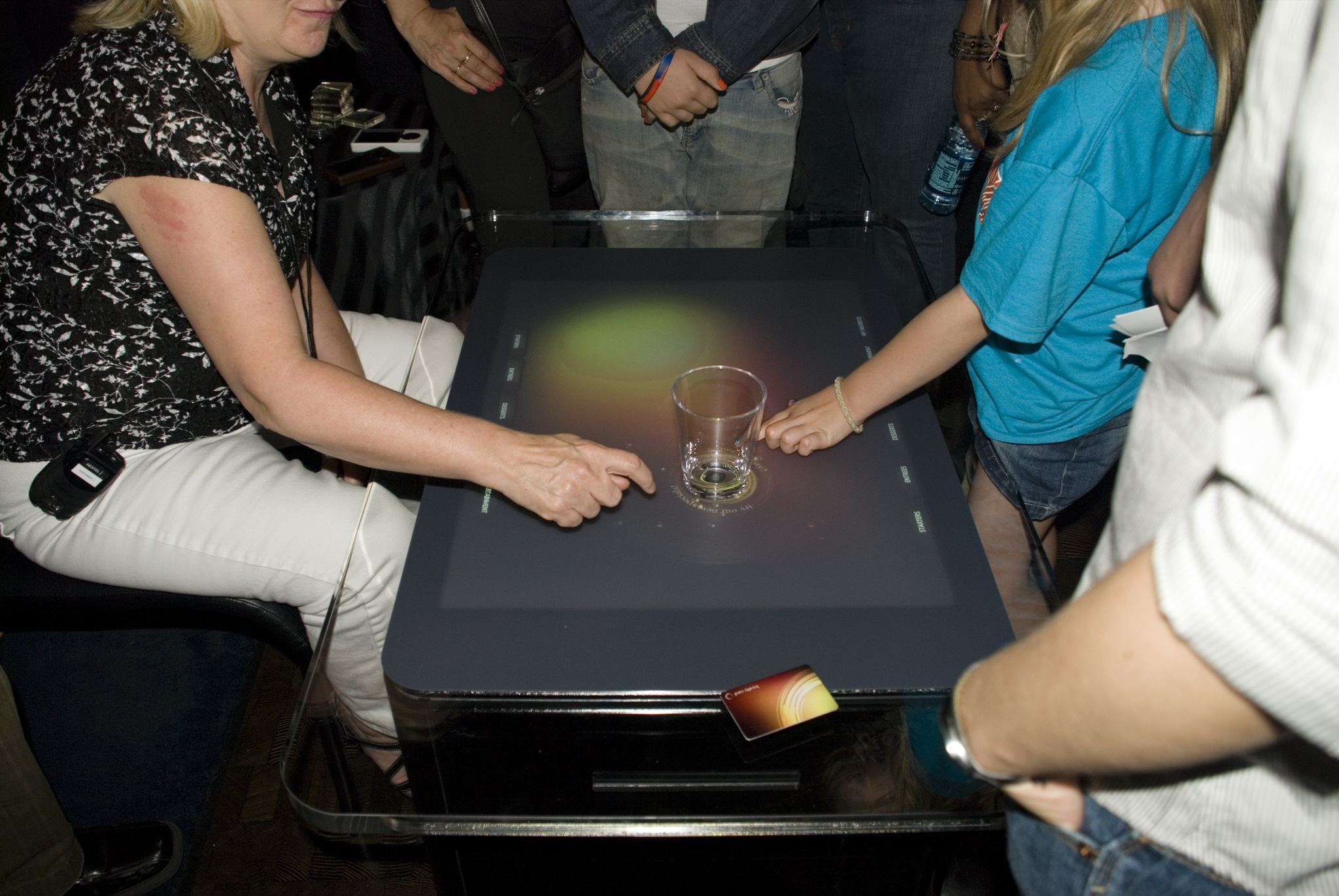
Microsoft PixelSense v baru

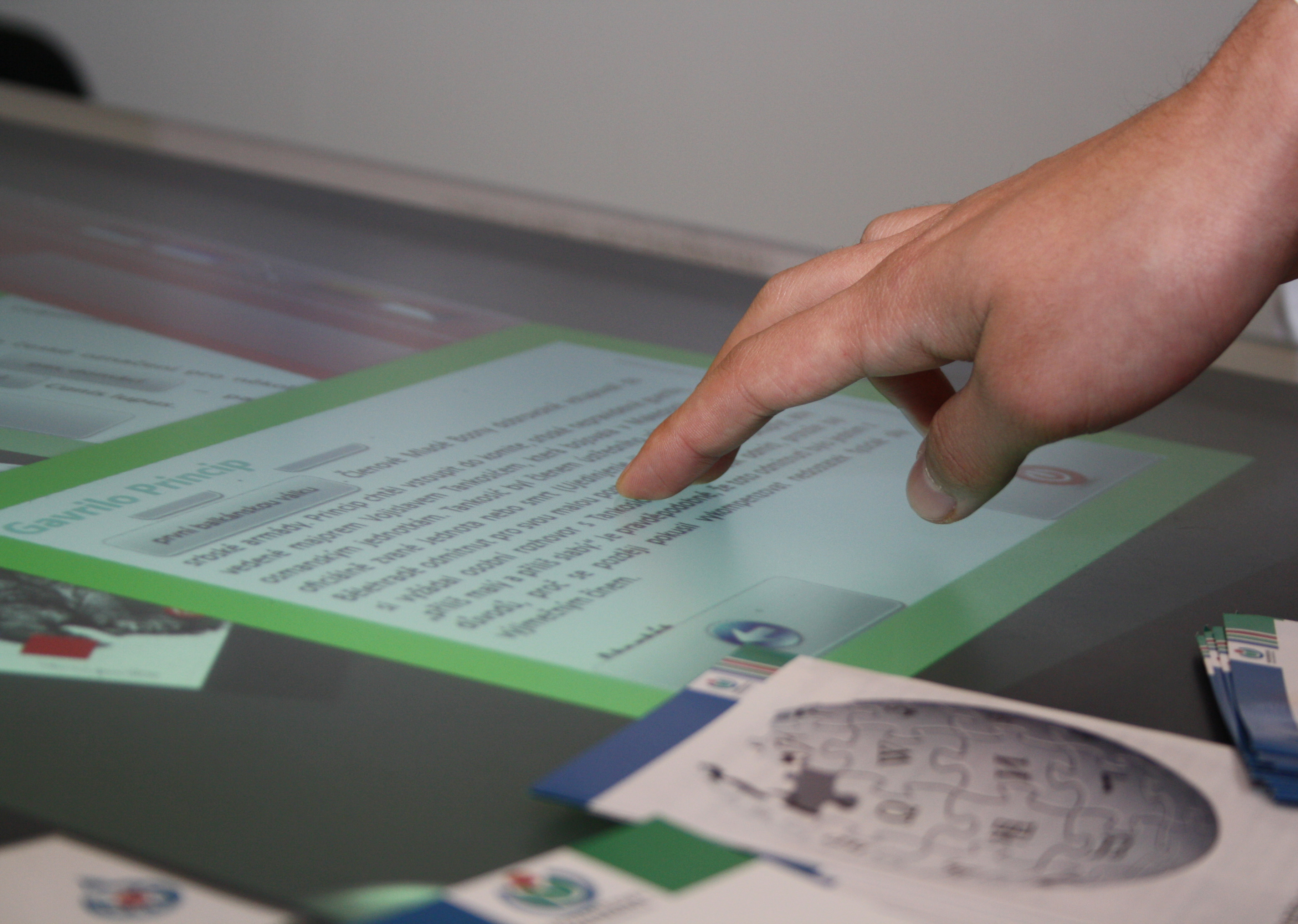
Ovládání Microsoft PixelSense pomocí ruky

Microsoft PixelSense (dříve Microsoft Surface, kódové označení: Milan) je počítač od firmy Microsoft ve tvaru konferenčního stolku, jehož plochu tvoří plastovým krytem chráněný velký multidotykový displej, který umožňuje uživateli nebo více uživatelům manipulovat s digitálním obsahem přirozenými pohyby a gesty rukou nebo přikládáním fyzických objektů. Ovládací pohyby uživatelů snímá soustava infračervených kamer umístěných pod promítací plochou displeje, takže množství současně zpracovávaných dotyků je omezeno jen výpočetním výkonem. Microsoft Surface byl ohlášen 29. května 2007. Byl zamýšlen zejména pro veřejné prostory v oblasti prodeje a pohostinství, takže k počáteční skupině zákazníků měly patřit např. hotely, restaurace, obchodní domy a kasina. První komerční využití se uskutečnilo 17. dubna 2008, kdy Surface začal sloužit zákazníkům společnosti AT&T.